# 남수단
남수단 공화국(영어: Republic of South Sudan 리퍼블릭 오브 사우스 수단[*], 히브리어: הרפובליקה של דרום סודאן), 약칭 남수단(영어: South Sudan 사우스 수단[*], 히브리어: דרום סודאן, 문화어: 남부 수단)은 아프리카에 있는 내륙국으로, 수도는 주바이다. 북쪽으로는 수단, 동쪽으로는 에티오피아, 남쪽으로는 케냐, 우간다, 콩고 민주 공화국, 서쪽으로는 중앙아프리카 공화국과 접한다.
2011년 7월 8일까지, 수단의 땅이면서 남부 수단 자치 정부의 형태로 존재하였다. 2011년 7월 9일에 수단 남부 10개 주가 아프리카 대륙 54번째 독립 국가로 수단에게서 독립하였다. 이것은 2005년 1월 9일 케냐 나이바샤에서 맺어진 제2차 수단 내전의 포괄적인 잠정 평화 협정으로 수단 정부로부터 자치를 인정받았기 때문이다.
2011년 독립 국가 수립 여부를 묻는 국민투표가 실시되어 찬성표가 압도적 다수(98.83%)를 차지했다. 새로운 국가의 국명으로는 "아자니아", "나일 공화국", "남수단 공화국", "구스" 등이 거론되었지만, 결국 남수단(Republic of South Sudan)으로 결정되었다. 2011년 7월 13일에는 유엔 안전 보장 이사회 결의 제1999호가 유엔 총회에서 유엔에 가맹이 권고되었고, 다음 날 총회에서 가입이 승인되어 193번째 회원국이 되었다. 또한 아프리카 연합의 54번째 회원국이 되었다. 또한 영국 연방에 가입을 신청 중이다. 케냐와 르완다의 협력으로 동아프리카 공동체 가입이 확정되었다.

## 역사
18세기 수단은 영국·이집트의 공동관리라는 명분 아래 영국의 식민지가 되었다. 제2차 세계 대전이 끝난 지 11년이 지난 1956년 수단은 영국과 이집트로부터 독립했다.
하르툼을 수도로 두는 수단 중앙 정부가 직접 통치하고 아랍계 무슬림이 다수를 차지하는 수단과는 달리 남수단은 기독교와 토착종교를 믿고 흑인이 다수를 차지하는 지역으로 독립 이후 줄곧 내전을 거듭해 왔다. 이 지역의 자치 지위는 제2차 수단 내전 종전 이후 남수단 측 수단 인민 해방군/운동(SPLA/M)과 수단 정부 측 국민당 간의 평화 협정에 기초를 둔다. 이 전쟁은 아프리카에서 가장 오랫동안 지속된 내전이었다. 그리고 2011년 1월 9일부터 1주일 동안 남수단 독립 국민투표가 실시되었는데, 2월 7일 개표 결과 투표율 97.58%, 찬성율 98.83%로 분리 독립이 확정되면서 남수단의 독립이 확정되었다.
2011년 7월 9일 남수단은 "남수단 공화국"(Republic of South Sudan)이라는 이름으로 독립함과 동시에 유엔에 가입하여 193번째 회원국이 되었다. 초대 대통령은 살바 키르 마야르디트이다. 그는 취임 후 1개월 간 과도 정부의 대통령을 맡게 되고, 그 이후에는 선거를 통해서 새 대통령을 뽑는다.
독립 이전부터 계속되어온 수단과의 분쟁은 독립 이후에도 계속되었다. 이 분쟁은 가속되어 2012년 4월 전투기를 동원하여 남수단에 미사일 폭격을 하는 등 전면전 직전까지 치닫았으나 비밀 협상을 통해 남수단이 수단에 위치한 송유관 사용료를 지불하는 것으로 타결되었다. 뒤이어, 아프리카 연합의 중재로 평화 협의를 하여 비무장지대 설치와 석유 수출 재개에 합의했으나 결렬되었다.

## 지리
백나일강 인근에는 농장이 발달하여 농업이 발달되었으며, 백나일강으로 형성된 광대한 수드 늪지대(바르 엘 가잘)와 열대 우림이 있다. 석유와 천연가스, 금, 은, 망간, 아연, 철, 납, 우라늄, 청동, 코발트, 니켈 등 천연 자원이 아주 풍부하다.

## 기후
온도가 높으며, 우기인 6~11월에 비가 집중적으로 내린다.

## 행정 구역

남수단의 행정 구역

남수단은 현재 10개 주로 구성되어 있다.
- 동에콰토리아주
- 레이크스주
- 북바르알가잘주
- 상나일주
- 서바르알가잘주
- 서에콰토리아주
- 유니티주
- 와랍주
- 종글레이주
- 중앙에콰토리아주

## 인종
닐로틱, 수단 및 반투니그로족과 같은 흑인이 절대 다수이다.

## 외교
2011년 7월 6일에 이집트는 남수단을 독립국으로 인정했다.
7월 8일에 러시아는 물론, 대한민국도 남수단과 수교를 하기로 합의했다. 남수단은 유엔의 193번째 신생 국가로 인정받게 됐다. 그리고 7월 15일 유엔은 남수단을 회원국으로 가입시키는 추천 결의안을 만장일치로 가결하여 이로써 남수단은 193번째 유엔 회원국이 되었다. 현재 상주 공관을 둔 나라는 미국, 영국, 독일, 일본 등이다.

### 대한민국과의 관계
2011년 7월에 대한민국과 수교하여 현재 주 우간다 대한민국 대사관이 대사 업무를 겸임하고 있다. 와랍주의 톤즈에서 한국인 가톨릭 사제 이태석(李泰錫, 1962년 9월 19일~2010년 1월 14일) 신부가 톤즈에서 의료 활동과 교육 활동(2001년 12월~2008년 11월)을 펼친 바 있다.
2013년 3월부터 UN 남수단 임무단(United Nations Mission in South Sudan, UNMISS)의 일원으로 한빛부대가 남수단 재건지원 임무를 수행하기 위해 파병되어 임무 수행 중이다.

## 종교
2012년 조사에 따르면 남수단 인구의 60.5%가 기독교이었으며, 상당수가 로마 가톨릭교회와 개신교(성공회 포함)에 속한다. 또한 32.9%는 아프리카 토착신앙을 믿는다. 이슬람교는 6.2% 정도이며, 기타 종교는 0.4% 수준이다.

## 언어
공용어는 대부분의 주민이 사용하고 있는 영어나, 여러 민족어들이 존재하며 수단과 접경하고 있는 북부 지역에서는 아랍어도 사용한다.

## 경제
현재 남수단은 전쟁중이라 경제가 불안정한 상태이다.

## 기아문제
2011년 수단으로부터 독립한 남수단은 내전과 가뭄으로 인한 심각한 기아 수준을 유지해왔다. 매년 아일랜드의 NGO인 컨선월드와이드(Concern Worldwide), 독일의 NGO인 세계기아원조(Welthungerhilfe) 그리고 미국의 연구기관인 국제식량정책연구소(IFPRI)가 협력하여 발표하는 세계기아지수(GHI)에 따르면 2010년 남수단에서 5세 미만 아동의 31퍼센트가 발육 부진이었고 23퍼센트가 허약한 것으로 밝혀졌다. 하지만 최근 자료와 비교해보아도 이러한 상황은 전혀 개선되지 않았다. 비록 내전으로 인해 정확한 수치를 파악하기 어렵지만, 남수단의 허약 아동 추정치는 2011년부터 2015년 사이에 조사된 129개국의 개발도상국 중 가장 높은 수치를 보인다. 2015년의 영유아 사망률 역시 9.3퍼센트로 상당히 높은 편이다. 2016년 4월까지 약 1,230만의 남수단 인구 가운데 3분의 1이 넘는 430만 명 정도가 식량 불안을 겪고 있는 것으로 추정되고 있으며 기초 식량을 구하기도 매우 어려운 상황으로 추정된다.